# 渋谷節だよ青春は!
「渋谷節だよ青春は!」（しぶやぶしだよせいしゅんは!）は、2019年6月5日にユニバーサル ミュージックLLC（サクラスターレコード）から発売された徳永ゆうきの6thシングル。

## 内容
「津軽の風」から2年5ヶ月ぶりの新曲。
表題曲「渋谷節だよ青春は!」は2019年4月からNHK総合「ニュース シブ5時」（月～金 午後4時50分～午後6時00分放送）のテーマ曲として使われる。つんくによる楽曲提供。

## ミュージック・ビデオ
MVはタイトルの通り渋谷がロケ地となっているが、衣装でスクランブル交差点を渡るのは恥ずかしかったと述懐している。

## 収録曲
1. 渋谷節だよ青春は!
  - 作詞・作曲：つんく
  - 編曲：平田祥一郎
  - NHK総合「ニュース シブ5時」メインテーマソング
2. 夜明け前
  - 作詞・作曲：和泉一弥
  - 編曲：水島康貴
3. 渋谷節だよ青春は!（オリジナル・カラオケ）
4. 夜明け前（オリジナル・カラオケ）